# أنا برليني

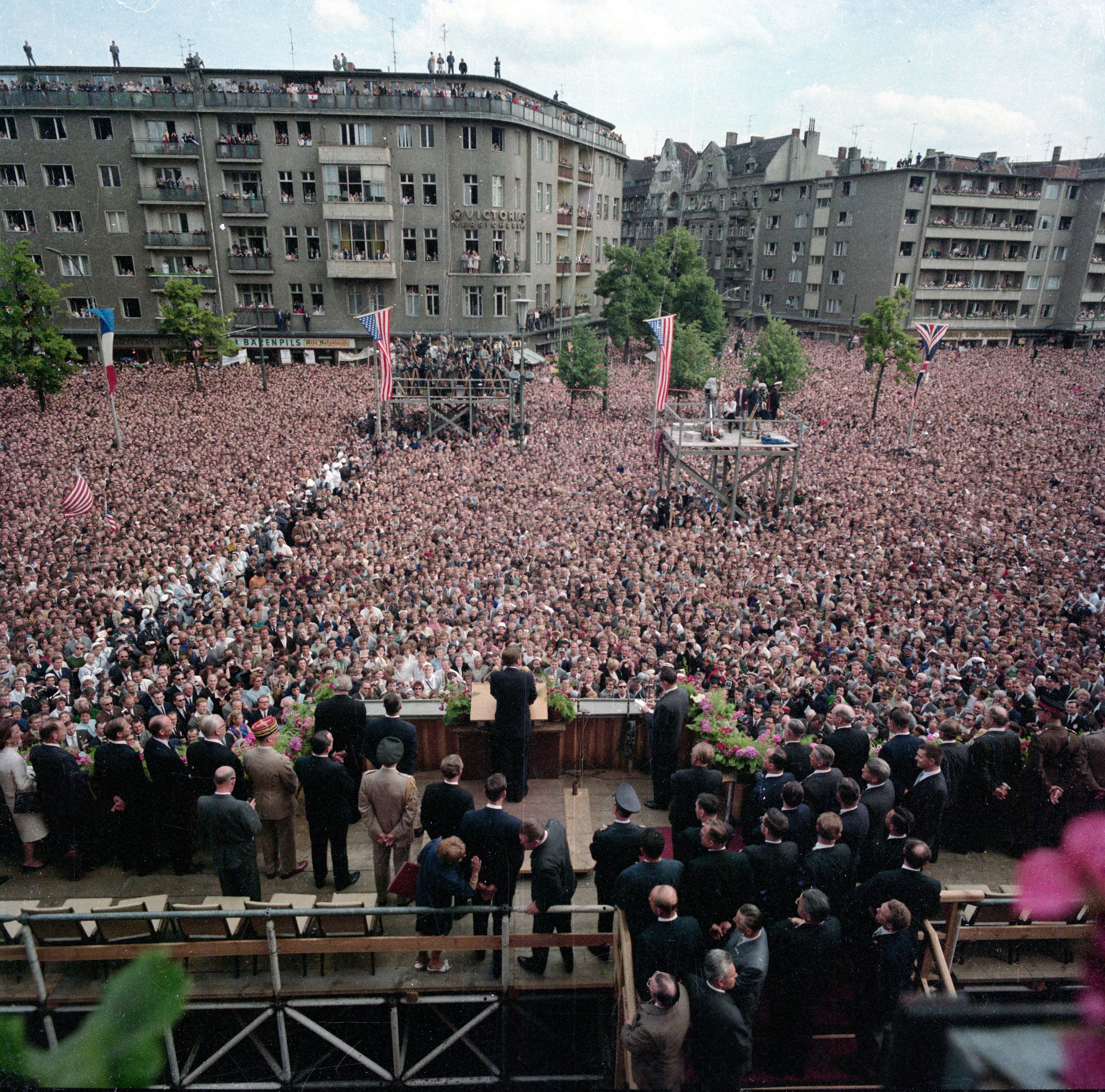
كينيدي يلقي خطابه في برلين

أنا برليني (بالألمانية: Ich bin ein Berliner) جملة مقتبسة من خطاب الرئيس الأمريكي جون كينيدي، الذي ألقاه في 26 يونيو 1963 في برلين الغربية. يُنظر له على نطاق واسع على أنه أشهر خطاب في الحرب الباردة وأشهر خطاب مناهض للشيوعية. كان كينيدي يهدف إلى التأكيد على دعم الولايات المتحدة لألمانيا الغربية بعد 22 شهراً من قيام ألمانيا الشرقية المدعومة من السوفيت ببناء جدار برلين لمنع الهجرة الجماعية إلى الغرب. كانت الرسالة موجهة إلى السوفييت بالقدر نفسه ما كانت موجهة إلى سكان برلين الغربية، وكانت بيانًا واضحًا لسياسة الولايات المتحدة في أعقاب بناء جدار برلين. كما تم التحدث بعبارة أخرى في الخطاب باللغة الألمانية، "Lasst sie nach Berlin kommen" («دعوهم يأتون إلى برلين»)، وهي موجهة إلى أولئك الذين زعموا بأنه «يمكننا التعاون مع الشيوعيين»، وهو تصريح استهزأ به نيكيتا خروشوف بعد أيام من الخطاب.
يعتبر الخطاب أحد أفضل خطابات كنيدي، وهي لحظة بارزة في الحرب الباردة ونقطة مهمة من على الحدود الجديدة للمدينة. لقد كان ذلك بمثابة تعزيز كبير لمعنويات سكان برلين الغربية، الذين عاشوا في جيب عميق داخل ألمانيا الشرقية وكانوا في خوف من احتمال احتلال ألمانيا الشرقية لهم. وقال كينيدي متحدثًا من منصة تم تركيبها على خطوات من مبنى البلدية أمام حشد بلغ 450,000 شخص، حيث قال كيندي: